# ArabTeX
ArabTeX (ArabTeX) はアラビア文字およびヘブライ文字を利用するための TeX および LaTeX の自由ソフトウェアのパッケージ。シュトゥットガルト大学のクラウス・ラガリー教授が作成した。ASCII記法のみで構成されるコードを入力してコンパイルするだけで、リガチャ（連字）や母音記号、ラテン文字転写を含めほぼ完全なアラビア文字、ヘブライ文字による組版が可能。アラビア文字を用いる言語では、アラビア語（マグリビーを含む）、ペルシア語、ウルドゥー語、パシュトー語、スィンディー、カシュミーリー、ウイグル語、マレー語（ジャウィーによる）がナスフ体で、ヘブル文字を用いるものではヘブル語、イディッシュ語、ヘブル＝アラビア語がそれぞれサポートされる。

## ArabTeXの出力例
```
\fullvocalize
\transtrue
\settrans{english}
\<'al-.s.salATu _hayruN mina al-nnawmi>
```

## 特色
- ごく一般的な TeX 環境で動作可能であり、\<～>あるいは\begin{arabtext}～\end{arabtext}が ArabTeX環境となる。pTeX でもほとんどそのまま動作可能。
- ArabTeX はアラビア文字を構成する点や線をバラバラに分解したフォントを持っており、これを組み合わせることによって一つの文字を形成する。このため固定的なグリフを持つワードプロセッサによる印刷物より美しい出力を得ることができる。母音記号も適切な場所に配置され、有／最小限の配置／無の切り替えができる。
- 文法的に煩雑なワスラやマッダ、ター・マルブータ、ハムザなどの処理も自動的に行われる。また古典的なハムザや短剣アリフなども処理できる。ペルシア語でもエザーフェの処理が自動的に行われる。
- 転写機能を持つ。一つの ArabTeX のソースコードでアラビア文字と同時にラテン文字への転写を生成することができる。アラビア文字のラテン転写は通常簡単に入力できないものもある（z の下に点など）が、これを効率的に入力することができる。また転写も言語コードの設定によって適切に反映され（オスマン語転写も可能）、さらに\settrans{hoge} などの命令で転写方式も容易に変更することができる。
- ユニコード(Unicode) などさまざまな既存のエンコードによるデータもそのまま入力してコンパイルすることができる。